# 剛拳
剛拳（ゴウケン、Gouken）は、カプコンの開発・販売する対戦型格闘ゲーム『ストリートファイター』シリーズに登場する架空の人物。
ゲームでは『ストリートファイターII』の頃からキャラクター設定が存在し、各種メディアミックスでも何度か描かれていた。『ストリートファイターIV』においてゲーム本編に初登場。

## 概要
『ストリートファイター』シリーズの主人公格であるリュウとケンの師匠で、豪鬼の兄。
「リュウに師匠がいる」という設定はシリーズ当初から存在したが、姿は『ストリートファイターII』（1991年）のコミカライズ作品『ストリートファイターII -RYU』（神崎将臣、1991年 - 1994年、『ファミリーコンピュータMagazine』に連載）に登場したのが初出で、単行本1巻に収録された設定資料にはカプコンによるラフスケッチが掲載されている。
その後、2008年に稼働した『ストリートファイターIV』（以下『ストIV』と表記）において、初めてゲーム本編で動くキャラクターとして登場。アーケード版『ストIV』では1人用ゲームで条件を満たすと最終ボス戦後に登場するCPU専用の敵キャラクターであり、家庭用移植版『ストIV』では条件を満たすと隠しキャラクターとして使用可能である。バージョンアップ版の『スーパーストリートファイターIV』（以下『スパIV』と表記）では最初から使用可能であり、隠しボス版として服の色が異なる強化版も登場する。
日本国外版での豪鬼の名称は「Akuma（悪魔）」に変更されているが、初出が豪鬼よりも早い剛拳は変更されていない。また、剛拳の関係者は豪鬼、轟鉄と「GOU」シリーズとして名前が統一されているが、前述した豪鬼の名称変更により、日本国外では関係性がわかりにくくなっている。

## キャラクターの設定
鍛え抜かれた肉体を持つ屈強な老人。背中に「無」の文字を背負った道着を着用し、首から巨大な数珠を提げ、足は雪駄履き。頭髪は後頭部を残して禿げ上がり、顔中にヒゲを生やしている。『ストリートファイターII -RYU』ではベガに殺害され、リュウが師の仇を追ってベガと戦う筋書きになっている。
1994年に稼動した『スーパーストリートファイターII X』（以下『スパIIX』と表記）からはゲームのバックグラウンドに剛拳の存在が公式に設定された。師匠の轟鉄（ゴウテツ）から受け継いだ暗殺拳を洗練して、格闘術として完成させてリュウとケンに伝授。隠しキャラクターとして登場する豪鬼は剛拳の実弟であり、轟鉄を師とする兄弟弟子でもある。
『ストリートファイターZERO』（1995年）の豪鬼のエンディングでは豪鬼の回想に現れ、轟鉄とともに倒されたと語られている。このときから左眉の上に大きな十字の傷が描かれるようになった。同作のベガのバックストーリーではベガと対峙するが、己の拳の極意を悟らせないためにあえて波動の力を使わず戦い敗れている。『ZERO2 ALPHA』では、殺意の波動に目覚めたリュウが豪鬼を「師の敵」と呼んでおり、豪鬼との敵対関係を示唆している。
なお、かつてはダンも弟子にしていたが、彼が父親を殺したサガットへの復讐心を捨て切れていないことを拳から感じ取り、破門にしている。この時に「今まで身に付けた格闘術を悪用されぬために、破門者の拳を破壊し、格闘家として再起不能にする」という鉄の掟を彼に施すことはなく、そんな彼を豪鬼は「格闘家としては甘い」と評しているが、それは彼の優しさゆえであり、それが弟子のリュウとケンを始めとする多くの格闘家に敬慕される所以である。

### ゲームキャラクターとしての剛拳
『ストIV』での登場時にデザインや設定が一新され、従来の作品と差異が存在する部分もあるが「豪鬼との戦いに敗れ、倒れた」「無の拳」などの基本的な設定は受け継がれている。
外見デザイン上は筋骨隆々の白い髭を蓄えた老人となり、後頭部の白髪は長く伸び先端を縛ってまとめている。右半分が破れて袈裟のようになった道着を身につけ、豪鬼のように荒縄を帯の代わりに使って裾や道着を縛っている。また、通常のテーマ曲はリュウのテーマ曲のアレンジ版。ボスキャラクター版剛拳のテーマ曲は豪鬼のテーマ曲のアレンジ版となっている。
厳しいながらも心優しい老人であり、おおらかな性格の持ち主。対戦相手に対しては対戦後、相手を諭すような台詞が多く、僧侶であるダルシムやムエタイの帝王サガットには敬意を持って接する。また、豪鬼に対しては「人にも鬼にもなれない甘い男」と語っている。なお「リュウにすごく似ているが、それよりもっと大きい」と評した春日野さくらは、正体判明後は恐縮しきりであった。
『ストIV』では「意識回復に時間が掛かったため、（リュウとケンに）死んだと思われても仕方なかった」と本人が語っており、豪鬼に負けはしたものの死んではいなかったと判明した。また、これらの新たな設定をもとに、『ストリートファイターII -RYU』の作者である神崎将臣による短編漫画『復活 RYU-After-』も描かれた。
なお、『ストIV』開発時にイケノにより起こされた剛拳のラフ案には「ゴウケン生きてた説」と書かれていて左目と左鎖骨部に豪鬼による大きな傷跡が描かれているが、ゲームでは採用されていない。
『ストIV』のエンディングは、リュウが豪鬼と闘うことで殺意の波動に目覚めてしまうことを危惧し、事前に「無の拳」で殺意の波動を封印した後で、殺意の波動を嗅ぎつけてきた豪鬼と対峙する内容になっている。『スパIV』のエンディングでは、いまだにリュウとケンから師匠として尊敬されていることが窺え、二人が一人前の格闘家になったことを認めた剛拳は再び姿を消そうとするが、彼らの追跡に遭い失敗している。己の雲隠れを咎め呑気なリュウをツッコむケンを見て、最後は大笑いしている。また、同作のエンディングで語られている水汲みの様子は家庭用版『ストIV』公式サイトのノベルで描かれている。
『スパIV』では殺意の波動に目覚めたリュウと狂オシキ鬼のライバルキャラクターとしても登場。殺意の波動に目覚めたリュウでは「真の死合」を求める彼を命懸けで制止し、狂オシキ鬼では自身の手で葬ろうとするが、いずれも撃破され最後は殺害されている。
『ストリートファイターV』（以下『ストV』と表記）には参戦していないが、リュウのストーリーモードなどに登場。殺意の波動に飲まれかけたリュウを止め、波動に飲まれることを考えラシードと闘うのを悩んだ際「闘いとは相手を知り、己を知ること」と教えた。

## 無の拳 / 無の波動
剛拳が辿り着いた波動の境地であり、豪鬼の殺意の波動に対抗する剛拳の波動である。『ストIV』のリュウのプロローグによると「全てを無に還す拳」で、リュウが目指し、越えるべき境地でもあるという。無の波動による無の拳の詳細については不明だが、本人および豪鬼のエンディングでは、殺意の波動を封印する力を持っていることが示唆されている。

## キャラクター性能
リュウやケン、豪鬼とは同門の出という設定から、使用する技は彼らと似たものが多いが、一部の技に独自のアレンジが加えられており、まったく性質が異なる技になっているものも少なくない。代表的なものとして「昇龍拳」を禁じ手とし、使用に制限があるため、対空攻撃は「波動拳」と「竜巻旋風脚」を変化させたもので代用していることが挙げられる。
キャラクターの特徴としては、前方から斜め上空まで撃ち分けられる「剛波動拳」を軸に、大ダメージコンボを狙う戦法を得意とする。相手を空中に浮かせる技が豊富で、リュウたちのようないわゆる「波動昇龍系」というよりも、先読みと爆発力重視の高火力キャラクターであるといえる。
老齢ながら体力値や気絶耐久値はリュウやケンと同等の標準的な値を誇る。

## 技の解説

### 通常投げ
雷光投脚〔らいこうとうきゃく〕
相手を背負い投げで地面に叩きつけ、跳ね上がってきたところに蹴りを突き込む。相手は前方に大きく吹き飛ばされる。
天颪〔あまおろし〕
相手の足を掬うようにして抱え込んだ後、大きく上空へ放り投げる。
この技自体に攻撃力はないが、相手は無防備な状態で落下してくるため空中追撃が可能。
反面、その分一般的な通常投げよりも技の発生が遅く、投げ抜け猶予時間が長めに設定されているため投げ抜けされやすいという欠点もある。
『オメガエディション』では相手を上空へ放り投げた後、上段回し蹴りで相手を浮かせ、手刀で叩き落す。スーパーコンボでキャンセルが可能。

### 特殊技
鎖骨砕き〔さこつくだき〕
しゃがみガード不能な中段判定の手刀を振り下ろす。リュウの使用する「鎖骨割り」とは動作が違う。
天魔空刃脚
前方ジャンプ時に使用可能な鋭角の急降下蹴り。基本的な性能は豪鬼のものと同じだが、構えが異なる。
心壊蹴り〔しんかいけり〕
『オメガエディション』で使用。元々は通常技のしゃがみ中キックで、しゃがみながら斜め上を蹴る。
上段足刀蹴り
『オメガエディション』で使用。元々はセービングアタックの攻撃動作で、前へ踏み込みつつ足の側面で蹴りを突き込む。

### 必殺技
剛波動拳〔ごうはどうけん〕
掌に溜めた気を飛び道具として片手で放つ、剛拳独自の「波動拳」。
通常の「波動拳」と違って、ボタンの強弱で弾の速度ではなく発射する角度が変化するのが特徴で、前方正面から斜め上空まで撃ち分けることができる。また、ボタンを押し続けることで溜め撃ちが可能で、最大まで溜めてから放つことで技の威力を上げられる。なお『スパIV』の隠しボス版は溜めなくても最大状態の弾を撃ってくる。
EX版では、両手で前方と斜め上に向かって弾を発射する2連発になる。
『オメガエディション』ではEX版の2発の波動拳の軌道をボタンの組み合わせで変更できる。
- 2発とも正面に向かって放つ→「弱+中」
- 前方と斜め上に向かって弾を発射する→「中+強」
- 2発とも斜め上に向かって放つ→「弱+強」

閃空剛衝波〔せんくうごうしょうは〕
片足立ちの構えのまま前方へ滑るように移動した後、片手で掌打を突き込む。アーマーブレイク属性付きで、ヒット時は相手を大きく吹き飛ばす。
豪鬼などが使用する「阿修羅閃空」に似た性質を持ち、移動中に無敵時間が存在する。
EX版では両手を使った2連撃になり、2撃目の突き上げ掌打で相手を高く浮かせることができる。
『オメガエディション』では、弱中強で性能が変化する。
- その場で掌打を突き込む→「弱」
- 前方へ移動してEX閃空剛衝波の2撃目の突き上げ掌打で相手を高く浮かせる→「中」
- 前方へ移動して掌打を突き込む→「強」

竜巻剛螺旋〔たつまきごうらせん〕
上段回し蹴りから垂直に飛び上がる「竜巻旋風脚」に移行する対空技。
リュウたちの使用する「竜巻旋風脚」と違って真上に上昇するように技を繰り出すのが特徴。ヒット時は相手を巻き上げながら上昇していき、最後に蹴り飛ばす。フルヒット時の威力は大きいが、技を終えて落下している間は無防備になるため隙も大きい。
EX版は、ヒット時に相手を巻き込んで左右に振り回しながら上昇していくようになり威力が増加する。
『オメガエディション』では、弱中強EX全て、上段回し蹴りがヒットしないとその後の垂直に飛び上がる竜巻旋風脚を行わない。
空中竜巻旋風脚〔くうちゅうたつまきせんぷうきゃく〕
空中で「竜巻剛螺旋」のコマンドを入力するとこの技に変化。こちらはリュウとケンの使用するものと同名の技だが、彼らの使用するものと違い、重力や慣性を無視して必ず真横へ飛ぶのが特徴。
EX版は技中に任意で左右に移動できる。
『オメガエディション』では後方ジャンプ中には発動できない。EX版は後方ジャンプ中でも発動できるが技中に任意で左右に移動できない。
金剛身〔こんごうしん〕
発動と同時に構えを取り、このとき対応した部位に相手の攻撃を受けると、即座に腕を振り下ろして反撃する当て身技。
発動時のボタンによって対応できる高さが異なり、対応部位以外への攻撃に対しては反撃できない。EX版はどの高さにも対応可能。
技の最中はセービング（ハイパーアーマー）状態になるため、攻撃を受け止めた場合は自身も一時的にダメージを受ける。また、高さが合えば飛び道具に対しても反撃できるが、通常版もEX版も投げ技やアーマーブレイク属性の攻撃には無力。
百鬼襲〔ひゃっきしゅう〕
空中へ飛び上がり、そこからボタンに応じた攻撃を繰り出す奇襲技。豪鬼が使用するものと同じ技だが、モーションや派生技が異なる。
EX版は相手の位置をサーチして跳びかかるようになり、出始めに無敵判定が付与される。
百鬼剛斬〔ひゃっきごうざん〕
着地時にその場で足払いを放つ下段技。「百鬼襲」後、何も追加入力がないと自動で発動する。
ヒット時は相手を転倒ダウンさせる。
百鬼剛壁〔ひゃっきごうへき〕
空中で身構え、相手の攻撃を1回だけ耐えることができる防御技。着地と同時に技は終了するが、着地した瞬間には若干隙がある。
セービングアタックと同じ扱いで、空中投げやアーマーブレイク属性の攻撃には無効。
百鬼剛刃〔ひゃっきごうじん〕
「天魔空刃脚」に似た急降下蹴りを放つ。
ヒット時は相手を強制的に立たせる効果を持つほか、必殺技扱いのため「天魔空刃脚」と違ってガードされても体力を削ることが可能。
『スパIV』では豪鬼の同名の技とともに、下段ガード可能に変更されている。
百鬼剛砕〔ひゃっきごうさい〕
着地地点にいる地上の相手を掴んで投げる技。投げ技のためガード不能だが、空中にいる相手には決まらない。
相手の頭部を掴んでその顔面に膝蹴りを叩き込みながら上昇し、手刀を打ち込んで叩き伏せる。
不動震〔ふどうしん〕
『オメガエディション』で使用。気合と共に震脚を踏む。EX版は直立姿勢で気を地面に放つ。
リーチはかなり短いが発生が早く技後の隙も小さいため連続技に組み込みやすい。反面、EX版は発生は遅く技後の隙は大きいが、ヒットすると相手を膝崩れダウンさせられる。

### スーパーコンボ
禁じ手・昇龍拳〔きんじて・しょうりゅうけん〕
禁じ手として自ら封印していた「昇龍拳」を放つ。
大きく1歩退き込み画面に背を向け、弟子のものとは逆の腕で画面手前側を向くようにして放つのが特徴で、通常の「昇龍拳」より威力・演出ともに強力になっている。設定上は「昇竜拳」は殺意の波動に繋がる技であり、自ら禁忌にしていたという経緯がある。
リーチは短いが威力は高めで多段ヒットする。また、発生は遅いものの無敵時間に優れる。
『オメガエディション』での後方投げである「天颪」の蹴り上げ時にも発動することが可能で、発動すると蹴り飛ばした相手がクリーンヒットする位置に落ちてくるまで拳を振りかぶったまま待つ。

### ウルトラコンボ
UC1 - 真・昇龍拳〔しん・しょうりゅうけん〕
「禁じ手・昇龍拳」の強化版。『ストIII』でリュウが使用していた技であり、なんらかの関係性を匂わせている。
その場で「昇龍拳」を繰り出し、ヒット時は固定演出に移行。右拳によるアッパーから左拳による「昇龍拳」に繋げて追撃する。
なお初段がクリーンヒットしなかったときは多段ヒットする「昇龍拳」となり、威力が低下する（クリーンヒット時の70％程度）。
UC2 - 電刃波動拳〔でんじんはどうけん〕
同じくリュウが使用する「電刃波動拳」と相似である技。『スパIV』で追加された技で「ウルトラコンボ・II」として実装。
両掌を合わせ、その間に気を溜めた後、前方に電気を帯びた「波動拳」を放つ。「剛波動拳」同様溜め撃ちが可能で、発動後にボタンを押し続けることで最大5段階まで技の威力を上げられる。また、ウルトラコンボの中では例外的に相手の気絶値を増加させられるのが特徴で、ヒット時だけでなくガードされた場合でも若干の気絶値を与えることができる。
威力は「真・昇龍拳」よりも低いものの、ヒット時は吹き飛んだ相手が画面端にぶつかり跳ね返ってくるため追撃が可能。
リュウの使用する同技は、殺意の波動の気と自身の気を層状に練り対流を起こすことで帯電させているといわれており、対極の存在である無の波動を使う彼が、本技を使用可能な理由は不明。

## 他のメディアにおける剛拳
姿の初出となった『ストリートファイターII -RYU』以外では中平正彦によるコミカライズでも剛拳が多く描かれている。
漫画『ストリートファイターZERO』（1995年）では、少年時代のリュウとケンとともに回想シーンに登場する。同作ではゲームでの設定とは異なり、暗殺拳を格闘技へ昇華させたのは轟鉄とされている。また、「昇龍拳」を禁じ手とする設定も登場しており、そうと知らずに「昇龍拳」を放ったリュウを剛拳が厳しく叱責する場面も描かれた。おまけ漫画『その後の談（ダン）』では剛拳の墓が登場しているが、豪鬼とダンに破壊されている。
漫画『RYU FINAL』（1997年）では少年時代のリュウとケンの回想シーンに登場する。弟子入りを志願し、古寺の門の前に一週間座り続けたリュウに条件として、山の近くの村を襲い始めた熊を倒すように言いつける。広大な山中で熊一匹探し出すことは困難であり、探し出せたとしても子供と人食い熊では結果が明らかであると、拳の道を捨てるか、あるいは死かという厳しい選択を与えた。剛拳と豪鬼の一騎討ちでは山野が崩れ、森がなぎ払われる様子が描かれており、戦いの末豪鬼が勝利し、剛拳は数珠を持ち去られている。この戦いで剛拳は瞬獄殺を使用しているが、豪鬼のものとは異なり、山を谷に変えるほどの巨大な気の爆発を起こすものとなっている。
『ストリートファイターZERO 外伝 〜春麗旅立ちの章〜』のドラマCDでは春麗の父・介臣と格闘のライバルでもあり友人という設定で、この繋がりがきっかけとなり、介臣を探す春麗が剛拳のいる寺に向かった時にリュウと出会う。この後、剛拳と介臣の2人を知っている爺さんと師匠のことを知っているリュウから、闘いで未熟だったベガから介臣が倒した後、サイコパワーで強化されたベガがリュウとケンの目の前で剛拳に戦いを挑んだが、剛拳が「波動拳の極意」を見破られないために、この技を封じ敗北している。さらに、この戦いの直後に介臣がカンフーを辞めたエピソードが語られている。このCDでは「ゴウケン」という記述になっている。
UDONによるアメリカンコミック『ストリートファイター ザ・コミック』では豪鬼に殺害されている。墓には数珠がかけられていたが豪鬼によって奪われた。リュウの回想にも登場し豪鬼と戦っているが、その時は勝利を収めている。
OVA『ストリートファイターZERO: ジェネレーションズ』では豪鬼と共に若き日の姿が描かれており、ゲームやコミカライズとは風貌が異なる。
『ストリートファイターIV』発売後に発行された『ストリートファイター アート・コミック・アンソロジー』において、『ストリートファイターII -RYU』の作者である神崎将臣の短編漫画『復活 RYU-After-』が描かれ、剛拳が登場している。同作において剛拳の生死については「殺意の波動をまともに受けて遺体が残らなかったと勘違いした＝剛拳の死を確認したわけではなかった」とされており、剛拳の墓も実際に遺体が埋葬されているわけではなく「剛拳が最期を遂げたとされる廃寺が墓の代わり」ということになっている。
実写映画『ストリートファイター 暗殺拳』では若き日の修行、豪鬼が鬼になる時、リュウを拾う時、リュウとケンの旅立ちの時までが描かれている。剛拳の修行時代の設定は『ストリートファイターZERO ジェネレーションズ』に近く、轟鉄と轟鉄の姪さやか、剛拳、豪鬼で静岡県の山奥に暮らしている。リュウとケンの修行時代は和歌山県の山にある寺で暮らし、波動を教えるためにかつての修行の地に戻る。暗殺拳の修行をする中、まだ殺意の波動を教えない轟鉄に反発する豪鬼と、豪鬼を止めようとする剛拳。豪鬼が破門されてからしばらく経ち、鬼となった豪鬼が戻ってくるのを感じ、轟鉄が瞬獄殺で殺されたところに到着し戦いを挑むが「うぬではまだ覚束ない」と言われる。さやかに思いを寄せていた剛拳だったが、さやかは豪鬼に思いを寄せていたため家を出る。剛拳はただ1人、広い家で時間を過ごしていたがそこに現れた謎の老人が連れてきた少年を育てることで自分自身を取り戻していき、「殺意の波動の継承者はこの世に一人しか存在が許されない」という殺意の波動の歴史に反する勇気を取り戻す。リュウとケンを殺意の波動の伝説に巻き込まないようにするため、二人が寺から旅立った後に、一人、豪鬼と闘う。
PlayStation 2用ゲーム『NAMCO x CAPCOM』では、直接の登場はないがリュウが剛拳の墓参りに行ったということが語られている。

## その他
- 二次媒体では「リュウの師匠の娘」とされるキャラクターが度々登場しているが、公式設定には組み込まれていない。『ゲーメスト』1987年10月号の『ストI』攻略ページに掲載された短編漫画では、リュウが亡き師匠の娘である恋人に別れを告げて師匠の敵討ちの旅に出たという描写があるが、これは元ゲーメストライターの転清がカプコンの許諾なしに創作したものであり、公式の設定ではない[9]。『映画ストリートファイターII メモリアル公式ファンブック』に掲載の短編漫画にも師匠の娘が登場するが、こちらも独自に構成したものであると記載されている。
- 『ストIV』稼動前の2008年4月1日には、公式ブログにて「シェンロン」と呼ばれる新キャラクターがシルエットだけ公開された[10]。これはエイプリルフールのジョーク記事だった[11]が、シルエットには『ストIV』の剛拳が使用されている。シェンロンとは主に英語圏のプレイヤー間で都市伝説的に存在が噂されていたキャラクターで、『ストリートファイターII』でリュウの台詞中にある、｢昇竜拳を破らぬ限り、お前に勝ち目はない！」の「昇龍拳」の「昇龍」を中国語読みの「Sheng Long」と誤訳したことがきっかけで発生し[11]、ゲーム誌 Electronic Gaming Monthly のエイプリルフール記事に何度か取り上げられて定着した。また、一部の作品ではリュウたちの師匠が「Sheng Long」として記載されるなど、剛拳と同一の存在として扱われることもあった。しかし『ストIV』で剛拳が正式に登場したことにより、英語圏でも彼の名前は「Gouken」で統一されることになった。また、2017年4月1日 - 2日（14時）のみ、『ストV』の公式サイト「シャドルー格闘家研究所」の「キャラ図鑑」にて期間限定で記載されていた[12]。
- 『ストIV』で隠しボスキャラクターとして登場した後にプレイヤーキャラクターになった剛拳ではあったが『ストIV』における剛拳自体の登場は、アーケード版稼動に先駆けて公開されたアニメーションムービー『オリジナルアニメーション1 feat.リュウ』の方が先である。ムービー中では、かつて行われた豪鬼との戦いの様子が描かれているほか、ムービーラストでは死んだはずの剛拳と思しき男が、拳を突き上げて滝を穿つ姿で締めくくられており、後のゲーム本編での登場を匂わせる演出がなされていた。

## 声優
格闘ゲームでの担当声優
- 大川透（『ストリートファイターIV』シリーズ以降〈日本語〉）
- ダグ・リー（『ストリートファイターIV』シリーズ〈英語〉）
- キース・シルバースタイン（『ストリートファイターV』〈英語〉）

その他の関連作品での担当声優
- 谷口節（ドラマCD『ストリートファイターZERO 外伝 〜春麗旅立ちの章〜』）
- 山口健（OVA『ストリートファイターZERO - THE ANIMATION -』）
- 斉藤正（OVA『ストリートファイターZERO ジェネレーションズ』・老年期）
- 堀内賢雄（OVA『ストリートファイターZERO ジェネレーションズ』・青年期）